# Changning, Yibin
Changning är ett härad som lyder under Yibins stad på prefekturnivå i Sichuan-provinsen i sydvästra Kina.